# Glasgow (Missouri)
Pour les articles homonymes, voir Glasgow.
Glasgow est une ville des comtés de Chariton et Howard dans l'État du Missouri.
La partie de la ville située dans le comté de Howard fait partie de Columbia.

## Histoire

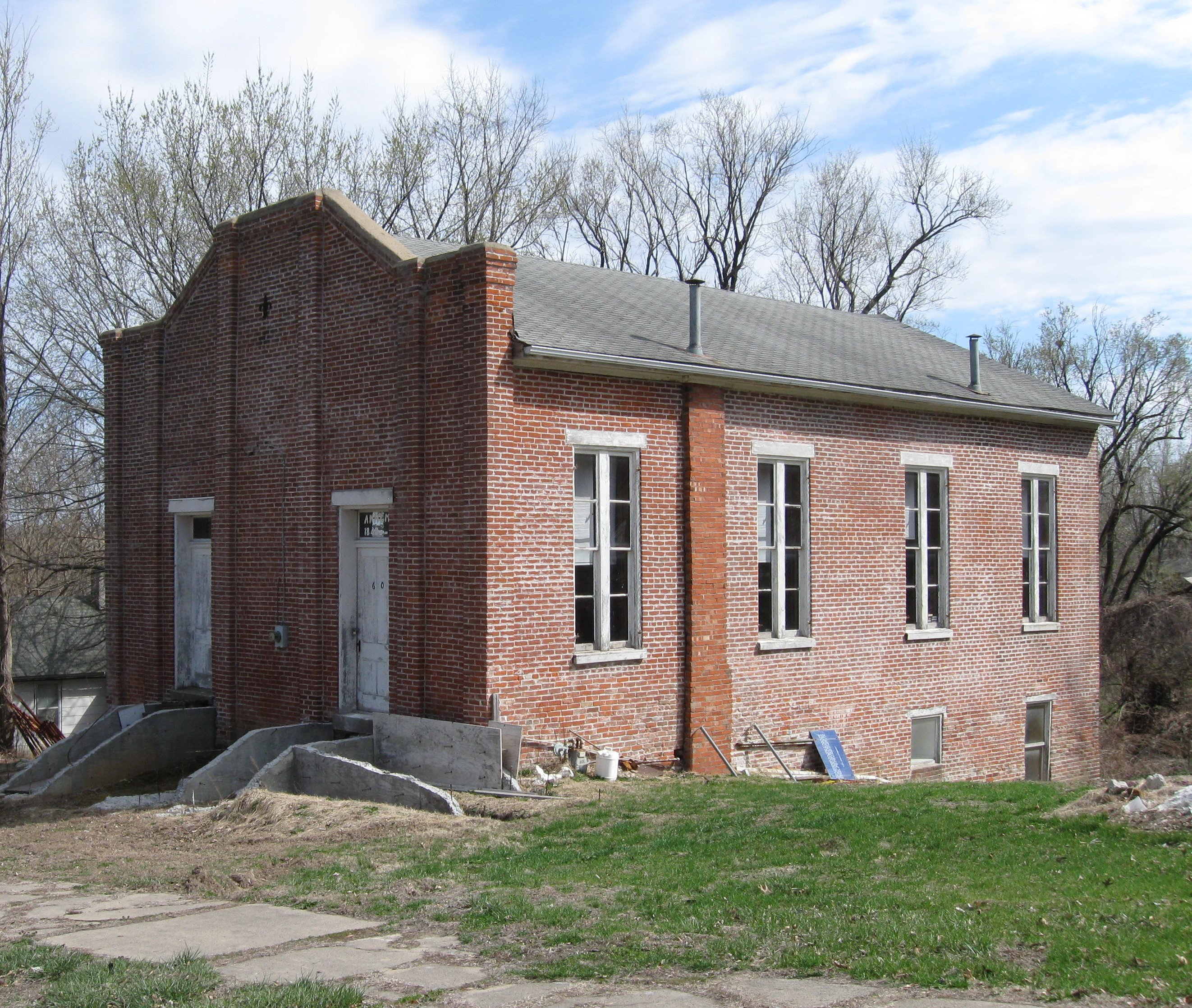
Chapelle de l'église épiscopale des méthodistes africains

Établie en 1836, la ville a pris le nom d'un commerçant local, James Glasgow.
Le 15 octobre 1864 s'y est déroulée la Bataille de Glasgow (en) lors du raid de Price durant la Guerre de Sécession. Victoire des Confédérés qui y ont capturé un important matériel de guerre, elle eut peu d'impacts sur la suite des opérations et Sterling Price fut finalement battu à Westport une semaine plus tard.
La ville fut le théâtre le 20 janvier 1891 du lynchage d'un homme afro-américain, Olli Truxton.

## Littérature
La ville apparaît dans le roman de Larry McMurtry, Boone's Lick.

## Éducation
La ville était connue pour le Pritchett College.

## Personnalités liées à la commune
- John Wesley Donaldson (en) (1891-1970), joueur de baseball noir américain, y est né.
- Henry Smith Pritchett (1857-1939), étudia au Pritchett College dont son père, Carr Waller Pritchett, Sr., fut le premier Président.